# Wilhelmskirche (Straßburg)

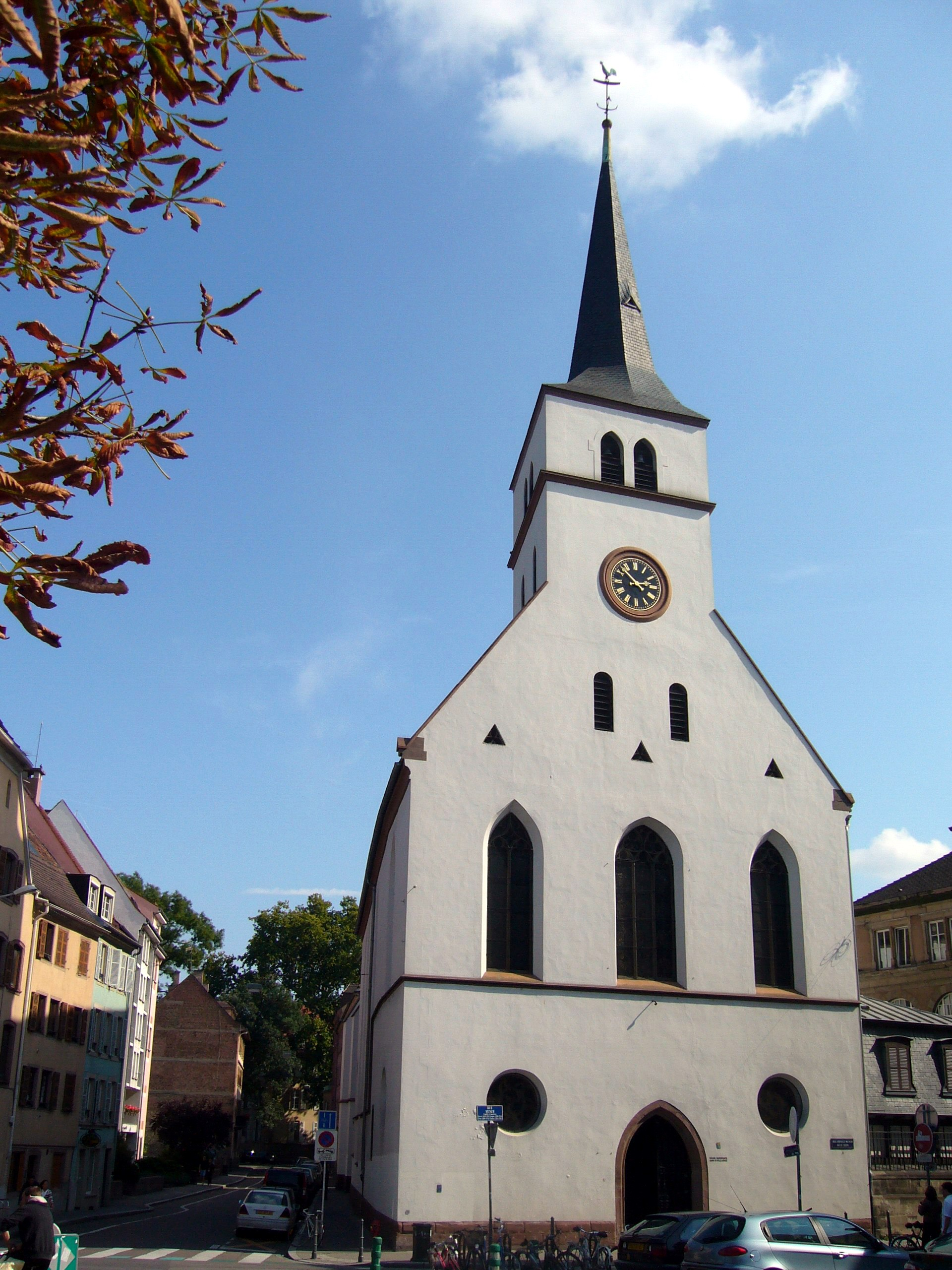
Fassade der Eingangsseite der Wilhelmskirche mit Glockenturm

Wilhelmskirche im 16. Jh. nach A. Touchemolin

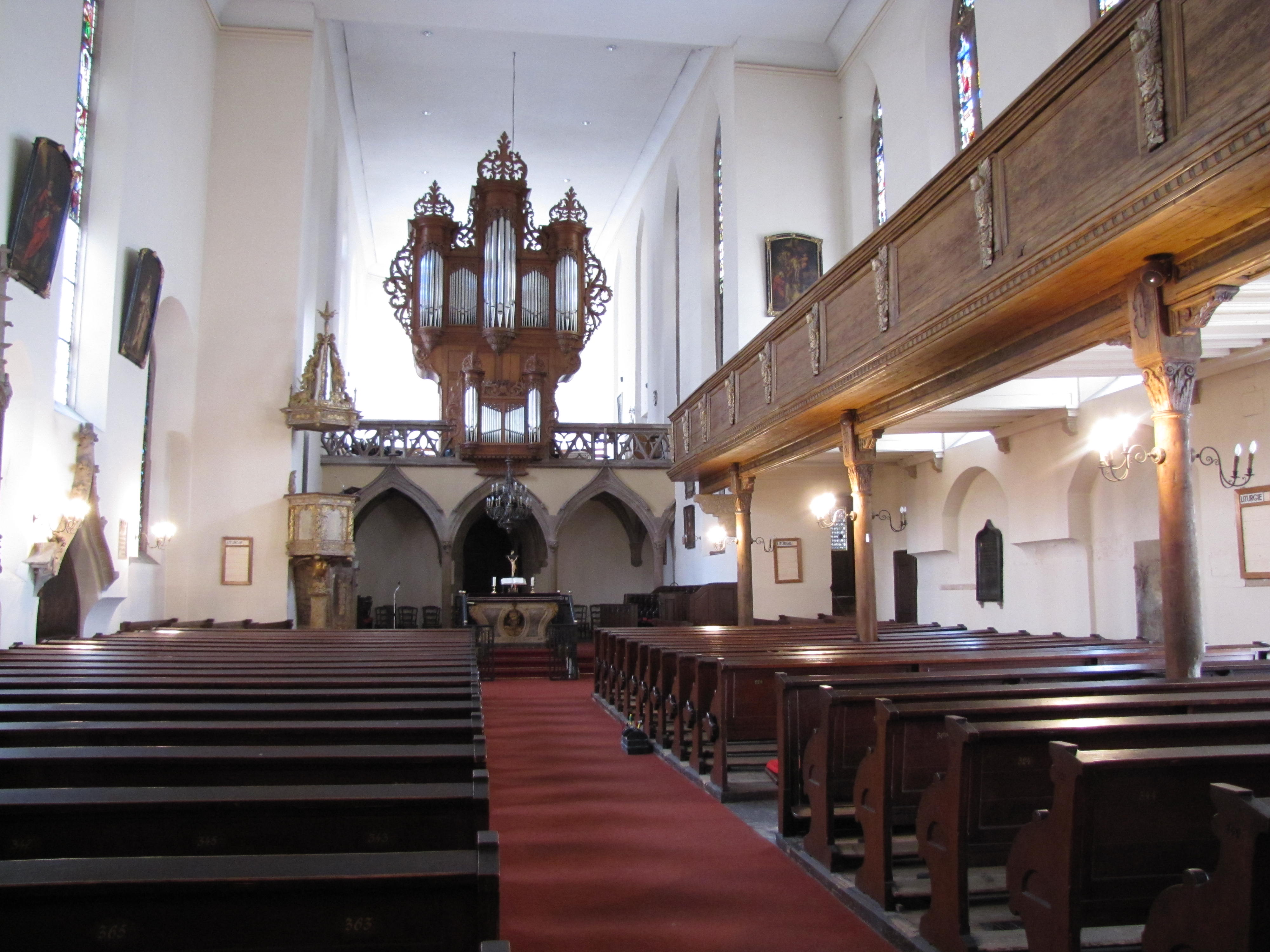
Chorseite der Gebetshalle, vom Eingang aus gesehen

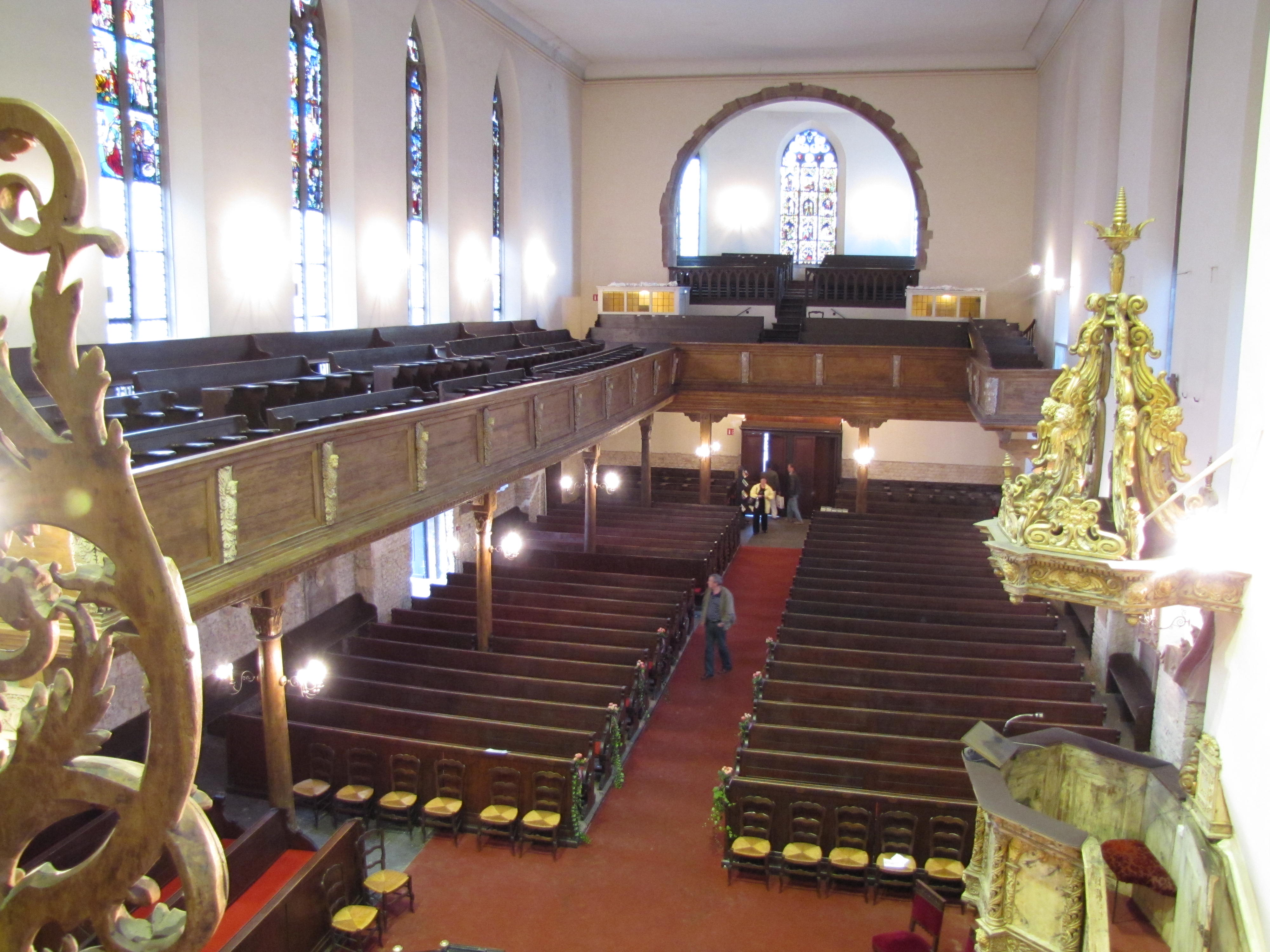
Gebetshalle, von der Chorempore aus gesehen

Die Wilhelmskirche bzw. Wilhelmerkirche (Église Saint-Guillaume) ist ein evangelisch-lutherisches Kirchengebäude innerhalb der Protestantischen Kirche Augsburgischen Bekenntnisses von Elsass und Lothringen in der Stadt Straßburg im Elsass.
Sie ist bemerkenswert wegen ihrer Lage an der Ill, ihres „schiefen“ Äußeren sowie ihrer reichen gotischen und barocken Innenausstattung. Aufgrund ihrer guten Akustik dient sie seit Ende des 19. Jahrhunderts auch als Spielstätte von Aufführungen klassischer geistlicher Musik, insbesondere der Passionen von Johann Sebastian Bach. 

## Geschichte
Ritter Heinrich von Mülnheim, der einem Straßburger Patriziergeschlecht entstammte, war Ludwig IX. im siebten Kreuzzug 1270 nach Tunis gefolgt. Als die Kreuzritter dort mit unsäglichem Elend zu kämpfen hatten, gelobte er, falls er seine Heimatstadt Straßburg noch einmal wiedersieht, zum Dank eine Kirche zu stiften, welche zwischen 1298 und 1307 errichtet wurde.
Das 1307 fertiggestellte, langgestreckte gotische Bauwerk war ursprünglich die Kirche eines Bettelordensklosters der Wilhelmiten, was noch an der Anlage der einschiffigen Saalkirche und der schlichten Außengestalt zu erkennen ist. Im Jahre 1331 wird „St. Wilhelm“ zur Kirche der Binnenschiffer- und Fischergilden, wie der Anker bezeugt, der die Spitze des Kirchturms ziert. 1667 wurde der asymmetrische Glockenturm über dem Haupteingang errichtet. Die schiefe Anlage des Gebäudes liegt an dem schlammigen Untergrund, auf dem es errichtet wurde, und ist auch an anderen Häusern des Viertels Krutenau festzustellen.
Von 1693 bis 1697 wirkte der Komponist und spätere Pfarrer Johann Georg Keifflin aus Diemeringen während seiner Studienzeit als Organist an der Kirche. Er verfasste hier 1696 die Motette Elevation. Aspiratio ad Christum für Sologesang, 2 Violinen, Fagott und Basso continuo, die in einer Handschrift von Sébastien de Brossard erhalten ist.
Von 1826 bis 1837 war der Dichter Johann Jakob Jägle Pfarrer an der Wilhelmerkirche.
1895 gründete der Organist Ernst Münch den Wilhelmer-Chor, welcher sich besonders Johann Sebastian Bachs Kantaten und Passionen widmet. Anfangs übernahm Albert Schweitzer die Orgelbegleitung und über die Jahre mehrere berühmte Dirigenten, wie Wilhelm Furtwängler, John Eliot Gardiner und Charles Münch, der Sohn von Ernst Münch, dessen Leitung.

## Ausstattung
- Reste eines gotischen Portals in der Vorhalle
- Zahlreiche hoch- und spätgotische Bleiglasfenster, darunter mehrere von Peter Hemmel von Andlau
- Aufwendiges Doppelgrab der Brüder Philipp und Ulrich von Werd (14. Jahrhundert)
- Fragmente eines Lettners (1485)
- Bemalte Relieftafel „Heiliger Wilhelm“ aus Eichenholz (16. Jahrhundert)
- Kanzel von 1656
- Hauptaltar von 1767

Bilder zur Ausstattung
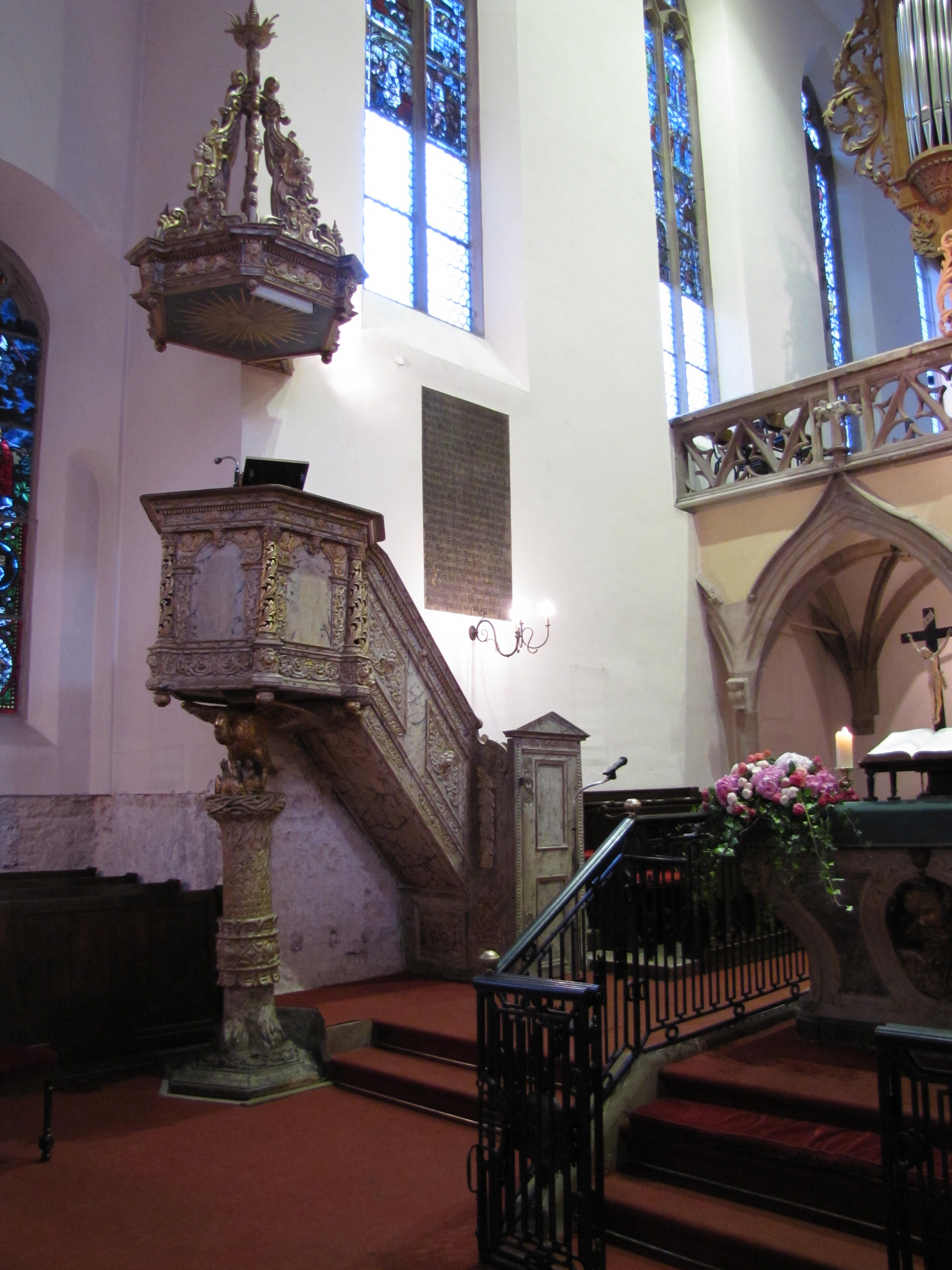
Kanzel
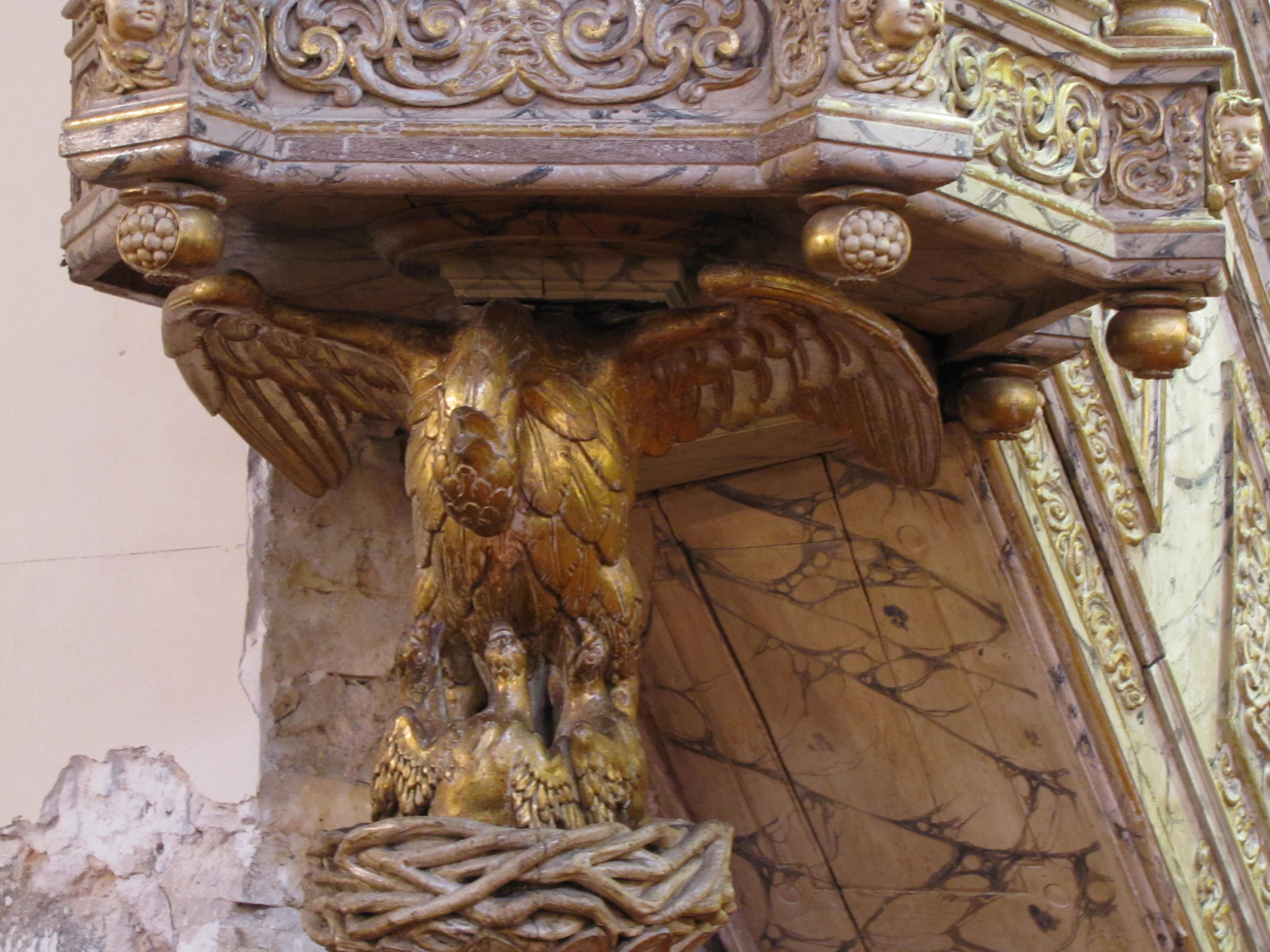
Kanzel-Sockel
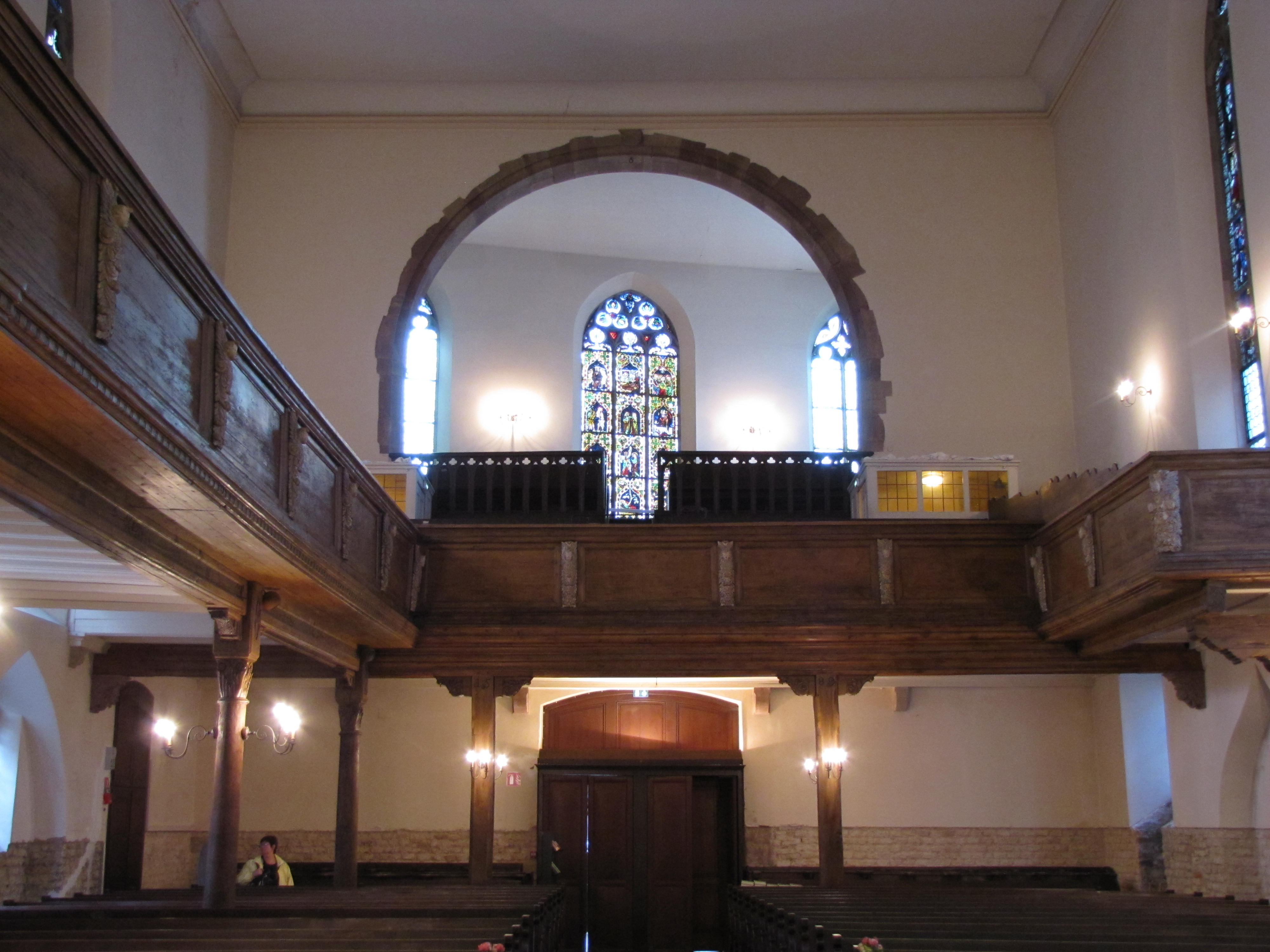
Eingangsbereich
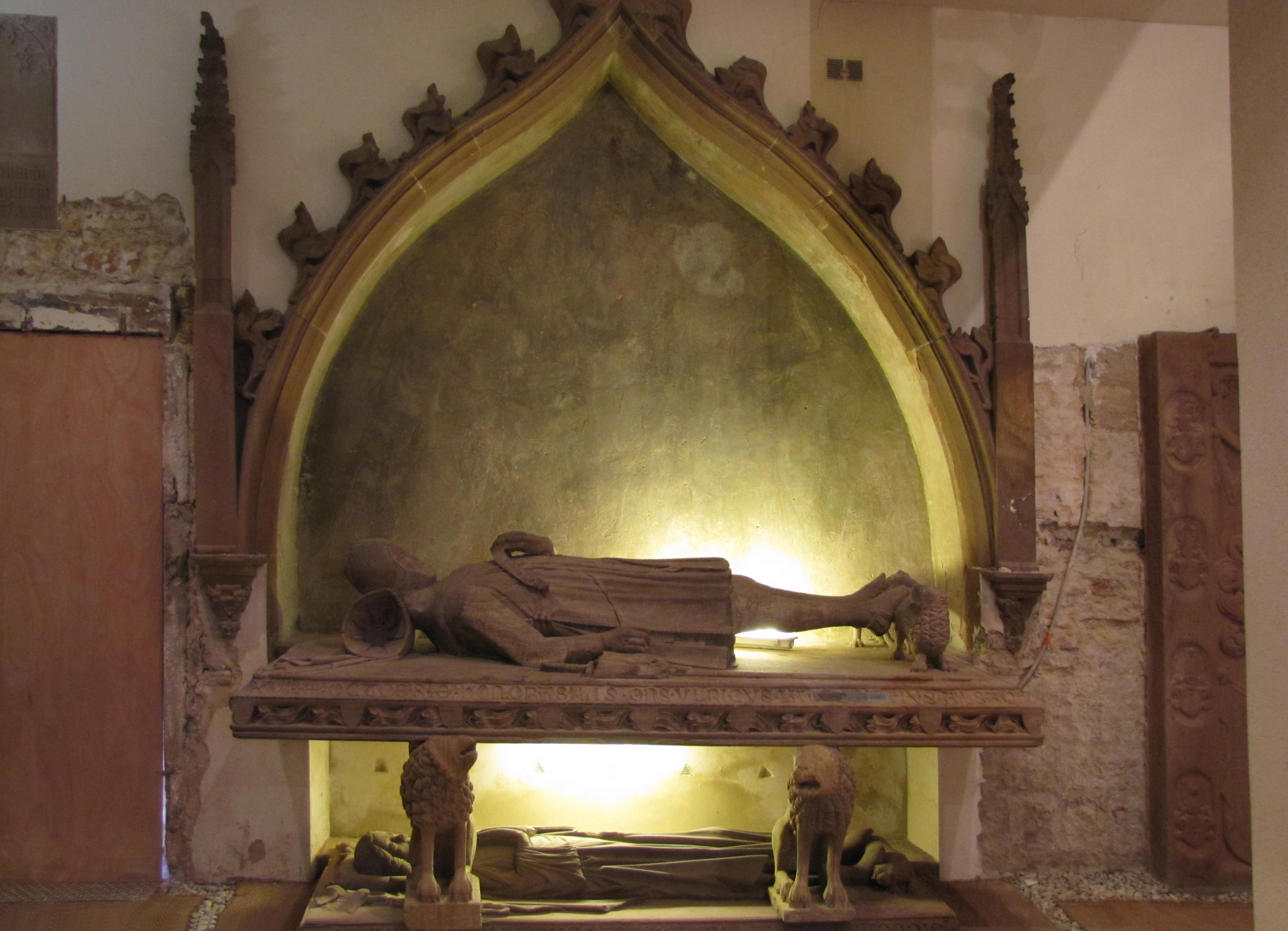
Doppelgrab

## Silbermann-Orgel

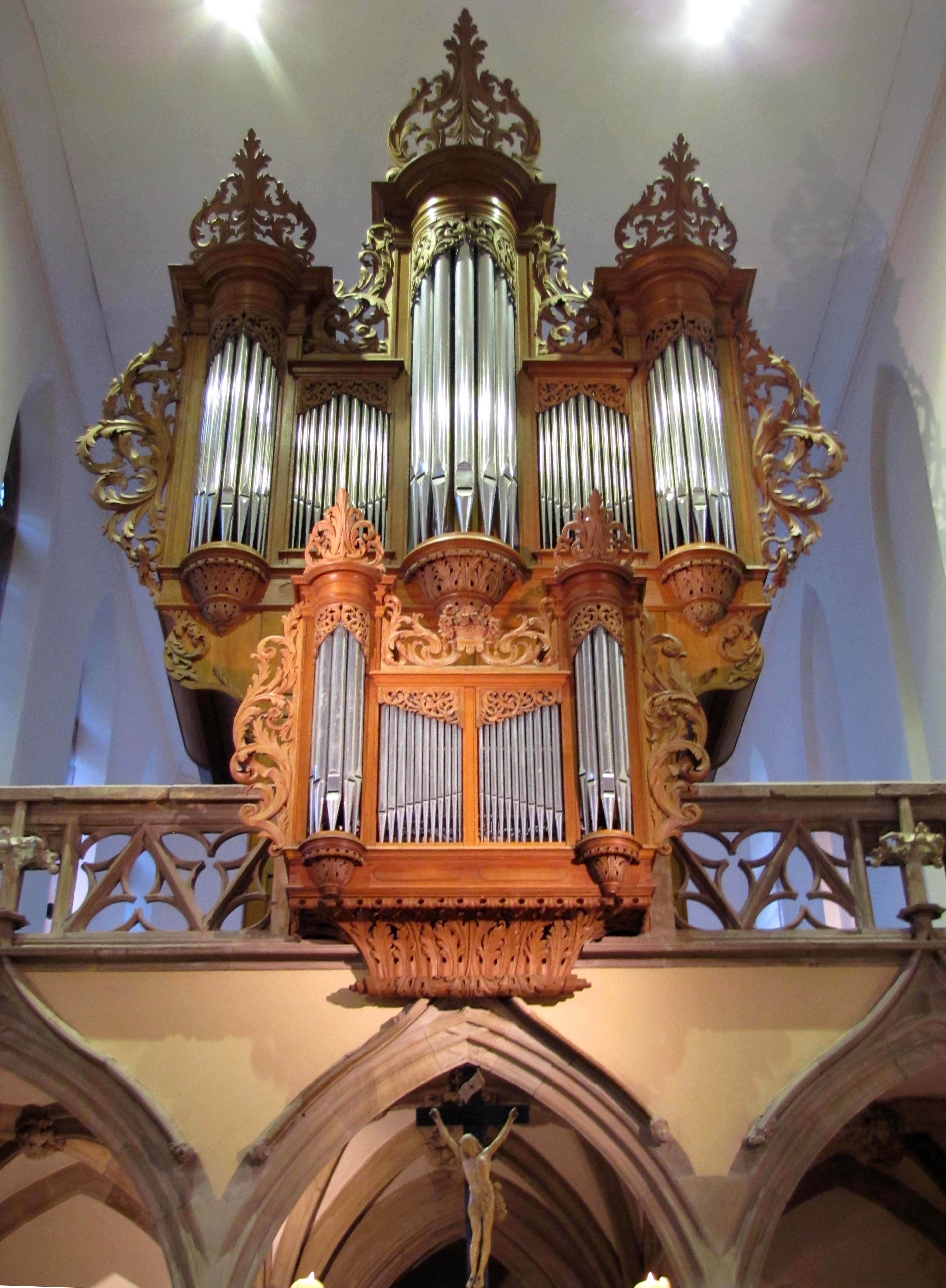
Orgelprospekt

Die Orgel der Wilhelmerkirche wurde 1728 von Andreas Silbermann erbaut und ist die älteste an Ort und Stelle gebliebene Silbermann-Orgel Straßburgs. Original erhalten ist allerdings nur das barocke Gehäuse. Das Orgelwerk selbst hat zwischenzeitlich zahlreiche Veränderungen erfahren. Es hat heute 30 Register auf zwei Manualen und Pedal. Die Trakturen sind mechanisch.
| I Grand Orgue C–d3 |                  |        |
| 1.                 | Bourdon          | 16′    |
| 2.                 | Principal        | 8′     |
| 3.                 | Flûte à cheminée | 8′     |
| 4.                 | Viole de gambe   | 8′     |
| 5.                 | Octave           | 4′     |
| 6.                 | Flûte pointue    | 4′     |
| 7.                 | Quinte           | 2 ⁄3′  |
| 8.                 | Octave           | 2′     |
| 9.                 | Gemshorn         | 2′     |
| 10.                | Tierce           | 1 3⁄5′ |
| 11.                | Cornet V         | 8′     |
| 12.                | Mixture IV       |        |
| 13.                | Trompette        | 8′     |

| II Positif de dos C–d3 |                  |               |
| 14.                    | Bourdon          | 8′            |
| 15.                    | Quintaton        | 8′            |
| 16.                    | Prestant         | 4′            |
| 17.                    | Flûte à cheminée | 4′            |
| 18.                    | Nasard           | 2 ⁄3′         |
| 19.                    | Octave           | 2′            |
| 20.                    | Larigot          | 1 ⁄3′         |
| 21.                    | Sifflet          | 1′            |
| 22.                    | Sesquialtera II  | 1 3⁄5′ + 4⁄5′ |
| 23.                    | Mixture II       |               |
| 24.                    | Voix humaine     | 8′            |

| Pédale C–d1 |             |     |
| 25.         | Principal   | 16′ |
| 26.         | Octavebasse | 8′  |
| 27.         | Octavebasse | 4′  |
| 28.         | Posaune     | 16′ |
| 29.         | Trompette   | 8′  |
| 30.         | Clairon     | 4′  |

- Koppeln: II/I, I/P, II/P

## Glocken
Das Geläut besteht aus zwei Glocken, der Töne fis' und a'. Eine dritte nicht mehr läutbare Glocke steht am Eingang der Kirche. Sie wurde 1755 von Ernst Friedrich Puffendorff gegossen. Drei kleinere Glocken dienen zum Stundenschlag.